# Thomisus okinawensis
Thomisus okinawensis är en spindelart som beskrevs av Embrik Strand 1907. Thomisus okinawensis ingår i släktet Thomisus och familjen krabbspindlar. Inga underarter finns listade i Catalogue of Life.